# Nuclear Strike
Nuclear Strike — видеоигра в жанре shoot 'em up, разработанная и изданная компанией Electronic Arts для игровой приставки PlayStation и персональных компьютеров под управлением Windows в 1997 году. Версия для Nintendo 64 была разработана студией Pacific Coast Power & Light и издана компанией THQ под названием Nuclear Strike 64. Является пятой частью серии игр Strike.

## Описание
Графически игра построена на том же трехмерном движке, что и предшествующий Soviet Strike. Как и в предыдущих частях серии, игрок управляет вертолётом, выполняя различные миссии.

## Сюжет
Полковник ЛеМонде собирается уничтожить всё живое на планете. С этой целью он создаёт ракету с ядерной боеголовкой, которая, будучи запущенной в озоновый слой Земли, способна разрушить его. Спецслужбы направляют своего агента в Юго-Восточную Азию, где расположена база ЛеМонде. Агент должен помешать злодею осуществить свой план.

## Игровой процесс

Кадр из версии на PlayStation

Игра имеет некоторые отличия от предыдущих частей. В частности, здесь игрок имеет возможность поочерёдно управлять несколькими боевыми машинами (среди которых — вертолёт Boeing AH-64 Apache и танк M1 Abrams).
Игровой процесс заключается в следующем. Игрок, управляя какой-либо боевой машиной, перемещается по уровням и уничтожает врагов. На каждый уровень выдаётся определённое задание (например, уничтожить цель или спасти кого-либо), после выполнения которого игрок переходит на следующий уровень.
Боевые машины имеют ограниченный запас топлива и вооружений, который можно пополнять в ходе уровня; для этого надо собирать специальные предметы. Текущая статистика игры отображается на игровом интерфейсе. Также здесь можно наблюдать расположение врагов и целей миссии.

## Оценки и мнения
| Сводный рейтинг       | Сводный рейтинг                                                                    | Сводный рейтинг | Сводный рейтинг                                                          |
| Издание               | Оценка                                                                             | Оценка          | Оценка                                                                   |
| Издание               | N64                                                                                | PC              | PS                                                                       |
| --------------------- | ---------------------------------------------------------------------------------- | --------------- | ------------------------------------------------------------------------ |
| GameRankings          | 72,35 %                                                                            | 83,33 %         | 79,11 %                                                                  |
| MobyRank              | 75/100                                                                             | 79/100          | 80/100                                                                   |
| Иноязычные издания    |                                                                                    |                 |                                                                          |
| Издание               | Оценка                                                                             | Оценка          | Оценка                                                                   |
| Издание               | N64                                                                                | PC              | PS                                                                       |
| AllGame               | [ 5 ]                                                                              | [ 6 ]           | [ 7 ]                                                                    |
| CGW                   |                                                                                    | 8/10            |                                                                          |
| Edge                  |                                                                                    |                 | 6/10                                                                     |
| EGM                   |                                                                                    |                 | 8,2/10                                                                   |
| Game Informer         | 8,75/10                                                                            |                 |                                                                          |
| GamePro               | 3,5 из 5 звёзд · 3,5 из 5 звёзд · 3,5 из 5 звёзд · 3,5 из 5 звёзд · 3,5 из 5 звёзд |                 | 4 из 5 звёзд · 4 из 5 звёзд · 4 из 5 звёзд · 4 из 5 звёзд · 4 из 5 звёзд |
| GameRevolution        |                                                                                    |                 | B+                                                                       |
| GameSpot              | 6,8/10                                                                             | 7,8/10          | 5,5/10                                                                   |
| IGN                   | 7,1/10                                                                             |                 | 7,6/10                                                                   |
| OPM                   |                                                                                    |                 | 4,5/5                                                                    |
| Русскоязычные издания |                                                                                    |                 |                                                                          |
| Издание               | Оценка                                                                             | Оценка          | Оценка                                                                   |
| Издание               | N64                                                                                | PC              | PS                                                                       |
| «Игромания»           |                                                                                    | [ 15 ]          |                                                                          |
| «Страна игр»          |                                                                                    | 5/10            | 5/10                                                                     |